# La mano derecha del Gran Maestro
La mano derecha del Gran Maestro es una novela del escritor georgiano, Konstantin Gamsajurdia, publicada en 1939.

## Personajes de la novela
- Georgo la 1-a
- Mariami
- Melchizedek — Catholicós
- Konstantine Arsakisdze — Arquitecto, Catedral de Svetitsjoveli
- Zviad — Amirspasalar
- Parsman the Persian — Arquitecto
- Talangva Kolonkelidze — Eristavi
- Shorena — Hijo de Talangva Kolonkelidze
- Mamamze — Eristavi
- Chiaberi — Hijo de Mamamze
- Bordokhan
- Vardisakhar
- Katay

## Adaptaciones

### Filmo
- 1970: La mano derecha del Gran Maestro